# Sirkka Turkka
Sirkka Turkka, född 2 februari 1939 i Helsingfors, död 23 oktober 2021 i Lojo, var en finländsk poet. Turkka kom efter debuten 1973 ut med ett dussintal diktsamlingar.

## Böcker översatta till svenska
- 1987 - Livet är ett i vinden vacklande hus : dikter 1973-1986
- 2015 - En hund i strumpbyxor : dikter 1989–2013

## Priser och utmärkelser
- Nationellt litteraturpris  (1980, 1984)
- Finlandiapriset (1986)
- Den dansande björnen – Rundradions lyrikpris (1994)
- Pro Finlandia (1996)
- Eino Leino-priset (2000)
- Aleksis Kivipriset (2005)
- Tranströmerpriset (2016)[7]